# Carex athrostachya
Carex athrostachya Olney es una especie de planta herbácea de la familia de las ciperáceas.

## Descripción
Produce densos racimos de tallos de hasta 80 centímetros de altura. La inflorescencia es un denso grupo de color verde a marrón de uno o dos centímetros de largo.

## Distribución y Hábitat
Es nativa de América del Norte occidental, incluyendo Alaska hasta el centro de Canadá, el oeste de estados contiguos de Estados Unidos, y sólo en Baja California. Crece en la temporada húmeda y las áreas húmedas, como los humedales y praderas.

## Taxonomía
Carex athrostachya fue descrita por Stephen Thayer Olney y publicado en Proceedings of the American Academy of Arts and Sciences 7(2): 393. 1868.
Etimología
Ver: Carex